# Yoram Boerhout
Yoram Boerhout (Lelystad, 5 april 2005) is een Nederlands voetballer die doorgaans speelt als aanvaller. Hij verruilde in juli 2025 Ajax voor Feyenoord.

## Clubcarrière

### Ajax
Boerhout kwam in 2021 naar Ajax, dat hem overnam van Sc Heerenveen. Na een blessure mocht hij op 23 december 2023 zijn debuut maken in het betaald voetbal voor Jong Ajax, tegen FC Eindhoven (2-2). Hij kwam in de 84e minuut in het veld voor David Kalokoh. Sindsdien viel Boerhout regelmatig in, maar hij kwam niet tot scoren. 

### Feyenoord
Na het aflopen van zijn verbintenis bij Ajax, tekende Boerhout bij Ajax' aartsrivaal Feyenoord. Hij tekende daar een contract tot medio 2026.

## Statistieken
| Seizoen | Club      | Competitie     | Competitie | Competitie | Beker | Beker | Overig | Overig | Totaal | Totaal |
| Seizoen | Club      | Competitie     | Wed.       | Dlp.       | Wed.  | Dlp.  | Dlp.   | Dlp.   | Wed.   | Dlp.   |
| ------- | --------- | -------------- | ---------- | ---------- | ----- | ----- | ------ | ------ | ------ | ------ |
| 2023/24 | Jong Ajax | Eerste divisie | 8          | 0          | –     | –     | –      | –      | 8      | 0      |
| 2024/25 | Jong Ajax | Eerste divisie | 13         | 0          | –     | –     | –      | –      | 13     | 0      |
| Totaal  | Totaal    | Totaal         | 21         | 0          | –     | –     | –      | –      | 21     | 0      |

Bijgewerkt op 8 juli 2025.